# Дружба (станция метро, София)
Дружба — станция Софийского метрополитена. Находится на 1-й линии (маршрут M4), между станциями «ИЕЦ - Цареградское шоссе» и «Искырское шоссе». Архитектор Красен Андреев.Введена в эксплуатацию 2 апреля 2015, в составе участка из четырех станций: «Искырское шоссе», «Софийская святая гора», «Аэропорт София». Новую секцию метрополитена в 10 часов утра на торжественной церемонии открыл премьер-министр Болгарии Бойко Борисов. Первые пассажиры отправились со станции в 13:00.       
Расположена между бульваром Цветана Лазарова и улицей Капитана Димитра Списаревского. У станции два вестибюля. В интерьере станции использованы полы из неотшлифованного гранита бежевого и коричневого цвета. Нижняя часть стен выложена обработанной светло-коричневой гранитной плиткой, над ними расположены полосы из зеленого тонированного стекла высотой в два метра. Центром архитектурно-художественной композиции, является выложенное на станции керамическое панно.